# Pianda (osiedle)
Pianda (ros. Пянда) – osiedle w Rosji, w obwodzie archangielskim, w rejonie winogradowskim. W 2010 liczyło 446 mieszkańców.